# Gustavo Neffa
Gustavo Alfredo Neffa Rodríguez (30 de novembro de 1971) é um ex-futebolista profissional paraguaio que atuava como atacante.

## Carreira
Gustavo Neffa representou a Seleção Paraguaia de Futebol nas Olimpíadas de 1992.